# .ico
ICO (abbreviazione di icon, icona in inglese) è un formato di file per immagini in grafica raster. Introdotto da Microsoft nel sistema operativo Windows 95, è utilizzato per le icone, identificate dall'estensione .ico.

## Caratteristiche
Il formato è identico a quello delle icone per il cursore di Microsoft Windows (.cur), ad esclusione di un byte dell'intestazione che ne permette la distinzione.
Le caratteristiche principali dei file con estensione "ico", che li distinguono per esempio da una Windows bitmap (.bmp), sono le seguenti:
Multi-risoluzioneIn un file .ico è possibile trovare la stessa immagine in più formati (risoluzione diversa e/o diverso numero di colori), per permettere al software che ne fa uso di scegliere il formato più consono alla risoluzione video in uso al momento. Le risoluzioni tipiche usate sono: 32×32 pixel, 16×16 pixel, 64×64 pixel, tutte con risoluzione di colore a 1, 4, 8, 24 o 32 bit.
TrasparenzaNei file .ico può essere specificato un particolare colore che, al momento della visualizzazione, viene fatto "scomparire", permettendo all'icona di fondersi con lo sfondo della schermata. In questo modo l'icona non è più costretta a una forma quadrata, ma può essere "ritagliata" facendole assumere il profilo che si preferisce.
Molti programmi per Microsoft Windows archiviano le proprie icone in formato ico o direttamente nei propri eseguibili o nelle proprie DLL.

## Formato delle icone di Windows Vista
Windows Vista ha aggiunto un nuovo formato di icone: 256×256 pixel. Le icone supportano questa dimensione in tre differenti profondità di colore: 4-bit (16 colori), 8-bit (256 colori) e 32-bit (in formato RGBA).
È raccomandabile memorizzare le icone 256×256 pixel nel formato PNG compresso affinché la dimensione del file "ico" non risulti estremamente pesante.
Le dimensioni standard raccomandate per assicurare la massima compatibilità con Windows Vista sono:
- 256×256, colori a 32-bit, PNG compresso
- 256×256, colori a 8-bit, PNG compresso
- 256×256, colori a 4-bit, PNG compresso
- 48×48, colori a 32-bit, non compressa
- 48×48, colori a 8-bit, non compressa
- 48×48, colori a 4-bit, non compressa
- 32×32, colori a 32-bit, non compressa
- 32×32, colori a 8-bit, non compressa
- 32×32, colori a 4-bit, non compressa
- 16×16, colori a 32-bit, non compressa
- 16×16, colori a 8-bit, non compressa
- 16×16, colori a 4-bit, non compressa

## Tipo MIME
Nel 2003 il tipo MIME ufficialmente registrato presso IANA fu image/vnd.microsoft.icon, ma prima della registrazione veniva utilizzato image/x-icon. È possibile incontrare anche altri MIME erronei, come image/ico, image/icon, text/ico e application/ico.
Ironicamente, fino al 2011 molte versioni di Internet Explorer non erano in grado di aprire le immagini nel formato ideato da Microsoft se esse seguivano il MIME standardizzato dall'Internet Assigned Numbers Authority.
Molti web server non vengono configurati per supportare il tipo MIME specifico e inviano le icone nel loro formato predefinito, che solitamente è text/html o text/plain.